# Руки прочь от России!

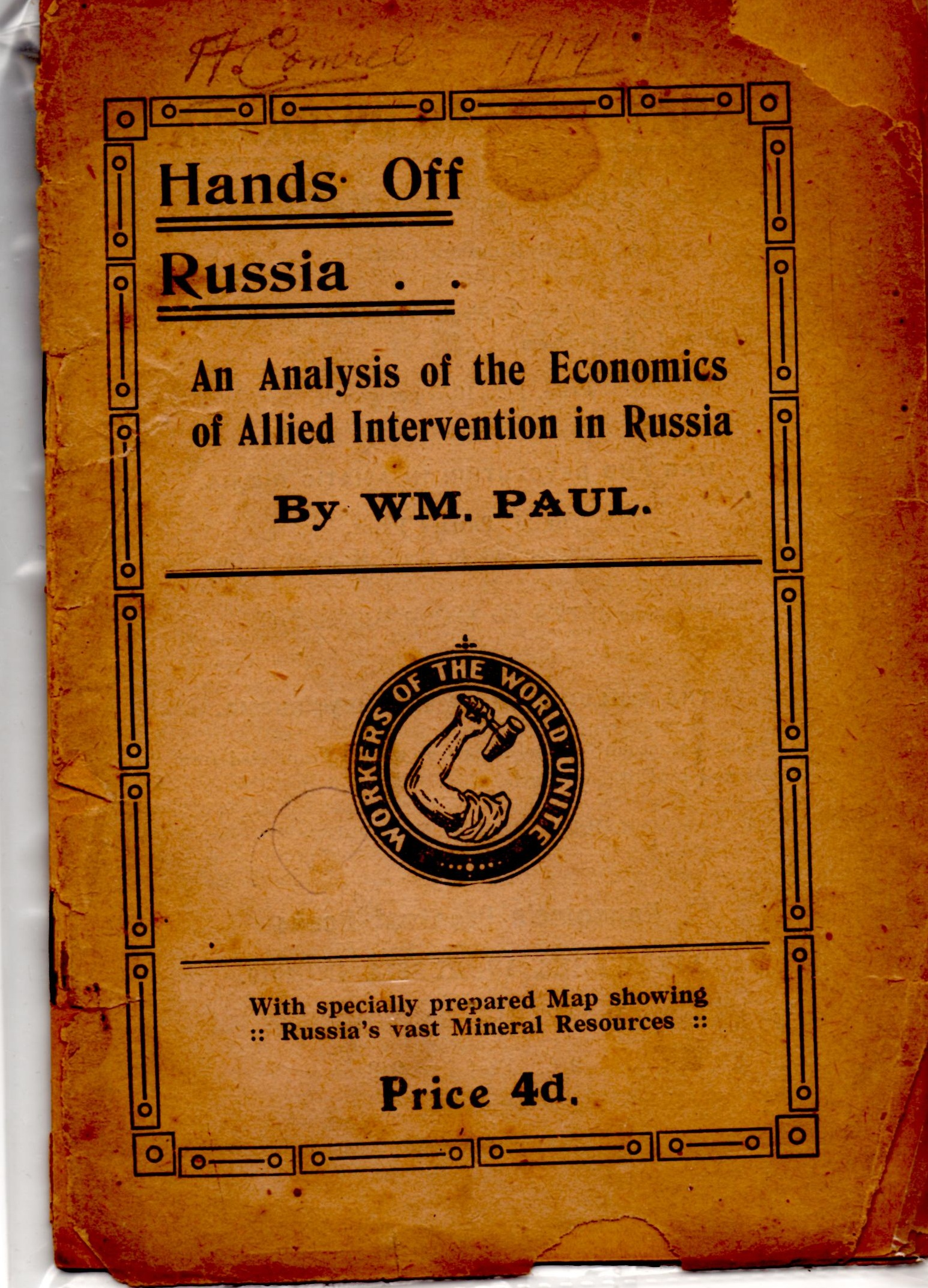
Брошюра «Руки прочь от России» Уильяма Пола (1919), лично принадлежавшая Альфреду Комри

«Руки прочь от России!» (англ. Hands Off Russia!) — политический лозунг и одноимённая кампания, организованная британскими социалистами в 1919 году с целью поддержки большевиков в дни Гражданской войны в России и осуждавшая военную помощь Великобритании Белому движению. Аналогичные акции проходили во Франции, Германии, Италии и других странах, но лозунг «Руки прочь от (Советской) России!» обязан своему появлению именно Великобритании.

## Предыстория
Ещё осенью 1918 года участники рабочих митингов и профсоюзных собраний Великобритании требовали от правительства немедленно свернуть планы по вторжению на территорию России и подавлению революционного движения. Де-юре кампания началась 18 января 1919 года после того, как в Лондоне на конференции был избран Национальный комитет движения «Руки прочь от России». Основными деятелями движения были Уильям Полл, Гарри Поллит, Альфред Комри и Уильям Пейтон Коутс. Стараниями этих людей началась пропаганда в воинских частях, которые отправлялись в Россию.
Одним из первых успехов движения стал отказ докеров из Восточного Лондона загрузить судно Jolly George вооружением, которое готовились передать британским частям и войскам Белого движения. В январе 1919 года взбунтовались моряки судна Queen Elizabeth, которые воспротивились приказу прибыть к белогвардейцам.
К лету 1919 года движение приобрело национальный размах. В 1919 году Уильям Полл опубликовал брошюру под названием «Руки прочь от России», в которой писал:

Силы империалистов знают, что сама сущность социализма — это его международная политика по созданию Всемирной республики труда. Они знают, что триумф социализма в России — только первый шаг ко всемирному торжеству социализма. Поэтому их объединённые проекты и попытки раздавить большевиков нацелены на то, чтобы предотвратить распространение и триумф революционного социализма в других странах...
Дикость этих [белогвардейских] узурпаторов только приводит к переходу честных умеренных социалистов и небольшевистских элементов в стан Ленина и Троцкого.
Оригинальный текст (англ.)The imperialist Powers know that the very essence of Socialism is its international policy of a World Republic of Labour. They realise that the triumph of Socialism in Russia is but the first step towards the triumph of Socialism internationally. Hence their united designs and attacks to crush the Bolsheviks in order to prevent the spread and triumph of revolutionary Socialism in other countries. ...
The sheer savagery of these [White Russian] usurpers has only had the effect of driving honest moderate socialists and non-Bolshevik elements into the camp of Lenin and Trotsky.

Сильвия Панкхёрст в августе 1919 года писала:

В течение прошедших месяцев призыв «Руки прочь от России» нашёл свой путь в решимости организовывать пропагандистские встречи рабочих и социалистов, а литературу о России читают охотнее другой.
Оригинальный текст (англ.)For months past "Hands Off Russia" has found its way into the resolution of every labor and Socialist propaganda meeting and literature about Russia has been the more eagerly read than any other.

Позднее почти все участники кампании вступили в Коммунистическую партию Великобритании.
В 1920 году Владимир Ленин, комментируя успех лозунга, писал:

Как только международная буржуазия замахивается на нас, её руку схватывают её собственные рабочие.

Иосиф Сталин в своей речи на XIX съезде партии упоминал: «Когда английские рабочие в 1918—1919 годах, во время вооружённого нападения английской буржуазии на Советский Союз организовали борьбу против войны под лозунгом „Руки прочь от России“, то это была поддержка, поддержка прежде всего борьбы своего народа за мир, а потом и поддержка Советского Союза».